# Jezierzyce (województwo wielkopolskie)
Jezierzyce – wieś w Polsce położona w województwie wielkopolskim, w powiecie kościańskim, w gminie Śmigiel.

## Historia
Wieś pierwotnie związana była z Wielkopolską. Istnieje co najmniej od połowy XIV wieku. Po raz pierwszy wymieniana w archiwalnym, łacińskojęzycznym falsyfikacie datowanym na 1356 pod nazwą Gieszierzicze, 1375 Jesewysko, 1388 Jeszerzicze, 1394 Gezericzcza, 1397 Gezerzicz, 1408 Jezerzicze, Yeszerzicze, Jeszorka, 1420 Jezdzerzicze, 1424 Yezerzicze, 1435 Geszierzycze, 1445 Gyeszerzicze, 1448 Gyezerziczc, 1465 Jezyerzycze.
Wieś ma być może starszą metrykę niż zachowane archiwalne zapisy ponieważ w okolicy archeolodzy znaleźli niedatowaną groblę wykonaną z kamieni.
Miejscowość była własnością szlachecką należącą do lokalnej szlachty wielkopolskiej z rodu Jezierzyckich, którzy od nazwy wsi przyjęli odmiejscowe nazwisko, a także Paruszewskich, Gryżyńskich. W 1435 wieś leżała w powiecie wschowskim Korony Królestwa Polskiego. W 1563 należała do parafii Wonieść.
W latach 1388–1393 jako właściciela wsi odnotowano kasztelana przemęckiego Jana Paruszewskiego z Paruszewa, a w latach 1388-1420 kasztelana Macieja z Paruszewa. W 1394  Małgorzata z Jezierzyc wygrała spór sądowy z biskupem poznańskim o zastaw i sołectwo w Jezierzycach. W 1401 mieszkańcy Jezierzyc mieli zapłacić kary 8 skudów sądowi oraz 8 skudów Tomisławowi ponieważ nie stawili się na zebranie opolne z udziałem starców opolnych, które miało na celu rozgraniczenie okolicznych wsi. W 1413 Dorota i Hanka siostry Paruszowskie, Katarzyna Jurkowska oraz Tomisława Gurowska przegrały proces z Borkiem Gryżyńskim, któremu przysądzono połowę Jezierzyc..
W 1493 Andrzej Gryżyński sprzedał z zastrzeżeniem prawa odkupu swojej siostrze Annie żonie Jana Młynkowskiego dwa łany osiadłe oraz 3 łany opuszczone w Jezierzycach za 150 grzywien. W tym roku sprzedał również z zastrzeżeniem prawa odkupu siostrze swej Apolonii żonie Mikołaja Młynkowskiego dwa łany osiadłe oraz 3 łany opuszczone, a także brzeg jeziora Wonieść od wsi Jezierzyce do granicy z wsią Wonieść oraz połowę toni na tym jeziorze. W 1494 sprzedaje Jerzemu Naramowskiemu Jezierzyce za 700 grzywien.
W 1504 odnotowano jako studenta Uniwersytetu Jagiellońskiego w Krakowie Jerzego syna Jana Jurgizeta Naramowskiego właściciela we wsi Jezierzyce. W 1505 Jan Jezierzycki zapisał swojej żonie Katarzynie Gryżyńskiej po 200 grzywien posagu i wiana na częściach mu należnych z podziałów majątku dokonanymi wraz z braćmi w Morawsku, Naramowicach, Jezierzycach oraz w Lubiczu. W 1512 Jan Naramowski sprzedał za 50 grzywien z zastrzeżeniem prawa odkupu swemu zięciowi Maciejowi Skaławskiemu 1 i 3/4 łana osiadłego, na których gospodarowali Jan Zanek na jednym łanie, Jerzy Motyka na 3/4 łana, ogród, w którym gospodarował zagrodnik imieniem Aleksy, a także połowę folwarku w Jezierzycach wraz z prawem rybołówstwa w jeziorze Wonieść. W 1512 Maciej Skaławski sprzedał wspomniany łan osiadły wraz z ogrodem z prawem rybołówstwa za 40 grzywien Elżbiecie Karnińskiej.
W 1514 kanonik poznański Andrzej oraz Jan i Jerzy Naramowscy sprzedali Janowi Kani z Robaczyna każdy swą 1/3 Jezierzyc za łączną kwotę 300 grzywien. W 1518 Jan Kania Jezierzycki zapisał czynsz w wysokości 4 grzywien od sumy 48 grzywien z Jezierzyc Mikołajowi zwanemu Gosdz, altaryście ołtarza św. Anny w kolegiacie w Środzie. W 1528 Jan Jezierzycki odnotowany został jako dziedzic Jezierzyc. 
Wieś odnotowano również w historycznych rejestrach podatkowych. W 1530 miał miejsce pobór od 3 i 1/4 łana. W 1563 pobrano podatki od 5 i 3/4 łana oraz karczmy dziedzicznej. W 1564 część pani Gostyńskiej miała 5,5 łanów kmiecych. W 1581 pobór odbył się od 6 i 1/4 łana, 4 zagrodników, jednego komorników, dwóch rybaków, owczarz zapłacił od 17 wypasanych owiec, a najemny robotnik, zwany ratajem, zapłacił od pługa.
W wyniku II rozbioru Rzeczypospolitej w 1793, miejscowość przeszła w posiadanie Prus i jak cała Wielkopolska znalazła się w zaborze pruskim. W okresie Wielkiego Księstwa Poznańskiego (1815-1848) miejscowość wzmiankowana jako Jezierzyce polskie należała do wsi większych w ówczesnym pruskim powiecie Kosten rejencji poznańskiej. Jezierzyce polskie należały do okręgu krzywińskiego tego powiatu i stanowiły - wraz z folwarkiem Jezierzyce małe (1 dom, 14 mieszk.) – odrębny majątek, którego właścicielem był wówczas (1846) Zygmunt Żychliński. Według spisu urzędowego z 1837 roku Jezierzyce polskie liczyły 157 mieszkańców, którzy zamieszkiwali 23 dymy (domostwa).
W latach 1975–1998 miejscowość administracyjnie należała do województwa leszczyńskiego.